# Голуховский, Артур
Артур Теобальд Голуховский (пол. Artur Teobald Gołuchowski; 1 июля 1808 — 27 октября 1893, Лосяч) — польский граф, генерал, национальный деятель, участник польских восстаний (1830—1831, 1863—1864).

## Биография
Представитель польского дворянского рода Голуховских герба «Лелива». Он родился 1 июля 1808 года в семье графа Войцеха Станислава Голуховского (1772—1840) и Софьи Юзефы Чиж (1785—1846). Младший брат — Агенор Голуховский (Старший) (1812—1875), министр внутренних дел Австрийской империи (1859—1861) и наместник Галиции в 1849—1859, 1866—1868 и 1871—1875 годах.
Принимал участие добровольцем в Ноябрьском восстании (1830—1831) в звании подпоручика 5-го уланского полка. Он сражался в битвах при Грохове, Игане и Остроленке. В составе корпуса генерал Джироламо Раморино капитулировал на австрийской территории и затем занимался сельским хозяйством. Он не чурался политической деятельности.
Весной 1863 года член Белого комитета во Львове, член Восточно-Галицкого комитета в 1863 году, назначенный Национальным правительством организатором кавалерийских частей в австрийском разделе и назначенный белой партией генералом. Организовал повстанческие отряды в Галиции, которые должны были помочь восстанию в Царстве Польском. Он сформировал их на собственные средства и разместил в помещичьих усадьбах Подолья. После того как Австрия объявила осадное положение, он распустил его. В 1876—1877 годах он стал членом Тайной конфедерации польской нации и от ее имени присоединился к тайному правительству Галиции. 20 марта 1878 года он был избран в Государственный совет Австро-Венгрии. Он всегда старался проявлять активность везде, где происходило что-то, что могло быть связано с борьбой за независимость, в том числе: установил контакты с польскими активистами в Турции по поводу создания там Польского легиона. Его интересовало участие поляков в Крымской войне.
Он стал членом первого наблюдательного совета Общества взаимного страхования в Кракове с 1860 по 1864 год.
Он умер 27 октября 1893 года в Лосяче в возрасте 85 лет.
Умершие повстанцы 1863 года были награждены Крестом Независимости с мечами президентом Республики Польша Игнацием Мосцицким 21 января 1933 года.